# Lugrin
Lugrin és un municipi francès situat al departament de l'Alta Savoia i a la regió d'Alvèrnia-Roine-Alps. L'any 2007 tenia 2.174 habitants.

## Demografia

### Població
El 2007 la població de fet de Lugrin era de 2.174 persones. Hi havia 916 famílies de les quals 262 eren unipersonals (131 homes vivint sols i 131 dones vivint soles), 292 parelles sense fills, 285 parelles amb fills i 77 famílies monoparentals amb fills.
La població ha evolucionat segons el següent gràfic:
Habitants censats

### Habitatges
El 2007 hi havia 1.337 habitatges, 923 eren l'habitatge principal de la família, 329 eren segones residències i 84 estaven desocupats. 945 eren cases i 381 eren apartaments. Dels 923 habitatges principals, 670 estaven ocupats pels seus propietaris, 227 estaven llogats i ocupats pels llogaters i 26 estaven cedits a títol gratuït; 21 tenien una cambra, 69 en tenien dues, 188 en tenien tres, 217 en tenien quatre i 428 en tenien cinc o més. 757 habitatges disposaven pel capbaix d'una plaça de pàrquing. A 415 habitatges hi havia un automòbil i a 444 n'hi havia dos o més.

### Piràmide de població
La piràmide de població per edats i sexe el 2009 era:
| Homes | Edats   | Dones |
| ----- | ------- | ----- |
| 0     | 95 o +  | 0     |
| 0     | 90 a 94 | 4     |
| 12    | 85 a 89 | 20    |
| 4     | 80 a 84 | 24    |
| 40    | 75 a 79 | 32    |
| 44    | 70 a 74 | 40    |
| 40    | 65 a 69 | 68    |
| 52    | 60 a 64 | 44    |
| 64    | 55 a 59 | 68    |
| 72    | 50 a 54 | 96    |
| 72    | 45 a 49 | 40    |
| 76    | 40 a 44 | 76    |
| 96    | 35 a 39 | 96    |
| 76    | 30 a 34 | 72    |
| 36    | 25 a 29 | 44    |
| 12    | 20 a 24 | 32    |
| 72    | 15 a 19 | 68    |
| 76    | 10 a 14 | 60    |
| 72    | 5 a 9   | 100   |
| 28    | 0 a 4   | 60    |

## Economia
El 2007 la població en edat de treballar era de 1.367 persones, 999 eren actives i 368 eren inactives. De les 999 persones actives 914 estaven ocupades (520 homes i 394 dones) i 85 estaven aturades (35 homes i 50 dones). De les 368 persones inactives 127 estaven jubilades, 103 estaven estudiant i 138 estaven classificades com a «altres inactius».

### Ingressos
El 2009 a Lugrin hi havia 878 unitats fiscals que integraven 2.064,5 persones, la mediana anual d'ingressos fiscals per persona era de 21.846 €.

### Activitats econòmiques
Dels 75 establiments que hi havia el 2007, 1 era d'una empresa extractiva, 2 d'empreses alimentàries, 5 d'empreses de fabricació d'altres productes industrials, 19 d'empreses de construcció, 15 d'empreses de comerç i reparació d'automòbils, 3 d'empreses de transport, 8 d'empreses d'hostatgeria i restauració, 2 d'empreses financeres, 3 d'empreses immobiliàries, 7 d'empreses de serveis i 10 d'entitats de l'administració pública.
Dels 23 establiments de servei als particulars que hi havia el 2009, 1 era una oficina de correu, 1 funerària, 1 taller de reparació d'automòbils i de material agrícola, 1 paleta, 3 guixaires pintors, 5 fusteries, 4 lampisteries, 4 electricistes, 2 restaurants i 1 agència immobiliària.
Dels 9 establiments comercials que hi havia el 2009, 2 eren supermercats, 1 una gran superfície de material de bricolatge, 1 una botiga de menys de 120 m², 1 una fleca, 2 llibreries, 1 una botiga d'electrodomèstics i 1 una botiga de material de revestiment de parets i terra.
L'any 2000 a Lugrin hi havia 16 explotacions agrícoles.

## Equipaments sanitaris i escolars
L'únic equipament sanitari que hi havia el 2009 era una farmàcia.
El 2009 hi havia 1 escola maternal i 1 escola elemental.

## Poblacions més properes
El següent diagrama mostra les poblacions més properes.